# 羅尼·科爾曼
羅尼·庫爾曼（英語：Ronnie Coleman，1964年5月13日—），美國非裔專業健美運動員，曾於1998至2005年間連續八屆贏得奧林匹克先生頭銜，被譽為史上最偉大的健美運動員之一。除此之外，他亦曾經是贏得國際健美總會（IFBB）奪冠次數最多的記錄保持者（26次）。該記錄已被德克斯特·傑克遜打破（至2020年，29勝）。庫爾曼廣為人知的口頭禪是：「Yeah buddy, light weight baby!」，他在訓練時經常會叫喊。

## 早年生活
科爾曼生於路易斯安那州門羅，在格蘭布林州立大學修讀理學學士會計專業，並以優等成績於1984年畢業。在大學期間曾經效力美式足球校隊，司職線衛。畢業後未能找到會計相關工作，只好在達美樂披薩打工，由於一貧如洗，每天只可以吃公司提供的免費意大利薄餅。及後，他在得克萨斯州阿靈頓當上了警察，任期由1989至2000年，至2003年為後備警務人員。

## 外部連結
- 官方网站
- Ronnie Coleman Nutrition （页面存档备份，存于）
- MuscleSport Mag article on comeback during radio interview （页面存档备份，存于）
- Ronnie Coleman's supplement brand 'Ronnie Cole Signature Series' （页面存档备份，存于）

| 前任： 多里安·耶茨 | 奧林匹克先生 1998至2005年 | 繼任： 傑伊·卡特勒 |